# Els nens macos dormen sols
Els nens macos dormen sols  (títol original: ''Nice Guys Sleep Alone ) és una pel·lícula estatunidenca de comèdia romàntica sobre els judicis i tribulacions de la seva vida sentimental. La pel·lícula es va estrenar a HBO i va ser una de les primeres pel·lícules independents que es van vendre directament per Netflix. Ha estat doblada al català.

## Argument
Un jove a Louisville veu que els fracassos de la seva vida sentimental estan relacionats sempre en ser bo i agradable. Totes les seves cites acaben amb tipus grollers i insuportables. Decidit a canviar les seves formes, just amb un nou conegut, que malauradament està cansat dels mascles avorrits i que vol ser amable.

## Repartiment
La pel·lícula es va rodar amb actors de Louisville, Kentucky, on la pel·lícula va ser gravada. Inclou l'estrella Sean O'Bryan, que va assistir a la Hight Scool St. Xavier, i Maggie Lawson, que va protagonitzar 8 temporades de l'espectacle de televisió Psych. Jennifer Carpenter, que havia protagonitzat el Show Dexter, va actuar com a extra.
- Sean O'Bryan: Carter
- Michael Verd: Slick Willie
- Vanessa Marcil: Erin
- Sybil Darrow: Maggie
- Brenda James: Kate
- William Sanderson com Rufus
- Maggie Lawson: Meghan

## Rebuda
El debut de la pel·lícula va ser al Festival de cinema de Gothenburg davant d'una multitud. Als Estats Units, Nice Guys es va projectar en sales i festivals de cinema en el midwest. Va rebre una rebuda tèbia a Indianapolis,Buffalo, i sobretot, on va ser rodada, a Louisville, Kentucky

## Premis
Guanyador, en el Festival de cinema de Marco Island del premi Audiències, millor comèdia.